# Calchere
Il Calchere (o torrente Valle di Vaiorzo) è un torrente della provincia di Brescia, immissario del lago di Iseo. 

## Idronimo
Con il termine calchere vengono indicate in zona le località dove si produceva la calce; otto di tali calchere erano un tempo presenti in comune di Sulzano nei pressi della zona dove scorre il torrente.

## Geografia
Il torrente nasce poco a nord del monte Castellino (1012 m) e dirigendosi verso nord-ovest va a sfociare nel lago d'Iseo poco a nord del centro di Sulzano. Il Calchere viene considerato per tutto il proprio corso tra quelli che fanno parte del reticolo idrico principale come definito dalla Regione Lombardia.

## Ambiente
Nonostante la brevità il Chalchere può trasportare a volte rilevanti quantità di sostanze inquinanti, come è stato ad esempio rilevato nell'estate del 2016.